# Tilden (Pennsylvania)
Tilden  è una township degli Stati Uniti d'America, nella contea di Berks nello Stato della Pennsylvania. Secondo il censimento del 2000 la popolazione è di 3.553 abitanti.

## Società

### Evoluzione demografica
La composizione etnica vede una maggioranza di quella bianca (97,95%), seguita da quella afroamericana (0,28%) dati del 2000.
| township di Tilden Popolazione |       |
| 2000                           | 3.776 |
| Stima al 2009                  | 3.553 |